# Vrpčari
Vrpčari (Nemertea, ranije i Nemertini) su koljeno beskralješnjaka, crvastog oblika i često šareno obojeni. Ovo koljeno obuhvaća oko 1.200 do danas opisanih vrsta. 

## Osnovni građevni plan tijela
Vrpčari su stanovnici svih voda i vlažnih područja na Zemlji. Pripadaju bilateralno simetričnim, acelomatskim i protostomičnim životinjama s prohodnim probavilom. Tijelo im je crvoliko. Najveća vrsta je Lineus longissimus koji doseže dužinu do 30 metara s promjerom tijela od samo 9 milimetara. Na tijelu možemo uočiti glavu koja se nalazi na prednjem dijelu tijela, s ustima smještenim na trbušnoj strani. Ispred usnog otvora nalazi se otvor za rilo koje služi za hvatanje plijena. Rilo se može uvući u prednji dio tijela. Tijelo vrpčara obavija trepetljikava epiderma. Ispod se nalazi derma koja je sačinjena od vezivnog tkiva i više slojeva mišića. Derma je mezodermalnog porijekla. Vrpčari nemaju tjelesnih šupljina, a unutrašnji organi su im uklopljeni u mezodermalnoj dermi između crijeva endodermalnog porijekla i epiderme.

## Građa epiderme i integumentna funkcija
U epidermi se nalaze:
- epidermalne trepetljikave stanice
- žljezdane stanice
- intersticijske stanice
- osjetilne stanice

Smatra se da su intersticijske stanice totipotentne, te da se iz njih razvijaju druge vrste specijaliziranih stanica. Žljezdane stanice se nalaze pojedinačno ili u nakupinama. Neke vrste vrpčara žljezdane stanice imaju duboko u dermi te njihovi izvodni kanali prolaze kroz epidermu. Sluz koju luče žljezdane stanice ima važnu ulogu u kretanju vrpčara po morskom dnu. Vrpčari dobiavju informaicije o okolišu preko osjetilnih stanica koje su smještene u epidermi. Te se stanice često nalaze u nakupinama pa možemo reć da tvore svojevrsne specijalizirane osjetilne organe.
Pošto vrpčari nemaju respiratorne organe izmjena plinova se odvija preko epiderme.

## Mišići, potporna funkcija i kretanje vrpčara
Mišićni slojevi i vezivno tkivo čine dermu. Postoji nekoliko različitih rasporeda i položaja mišićnih slojeva (paleonemertina, heteronemertina i hoplonemertina). Vrpčari mogu ozvoditi vrlo složena kretanja što je omogućeno koordiniranim radom prstenastih, uzdužnih i dijagonalnih mišića.
Kontrakcije i relaksacije mišića u rilu omogućuju njegovo izbacivanje i uvlačenje u tijelo. Oslonac mišićima rila služi tekućina u rinocelu koja ima funkciju hidroskeleta.

## Živčani sustav
Vrpčari imaju bilateralno simetričan živčani sustav. U prednjem dijelu tijela nalazi se složeni cerebralni ganglij koji se sastoji od više režnjeva od kojih svaki ima svoj leđni i trbušni ganglij. Iz trbušnog ganglija vode dvije glavne bočne živčane vrpce prema stražnjem dijelu tijela. Razlikujemo tri tipa položaja i rasporeda živčanih vrpci:
- subepidermalni - živčane vrpce nalaze se neposredno ispod epiderme
- muskularni - živčane vrpce se nalaze između mišićnih slojeva
- parenhimalni - živčane vrpce su položene u nemišićnom mezenhimu (parenhimu)

Iz cerebralnih ganglija prema napred živci vode prema osjetilnim organima. Prema nazad i s leđne strane vodi leđni živac, a iza njega izlaze prstenaste komisure i povezuju ga s glavnim bočnim vrpcama.

## Osjetilni sustav
Vrpčari imaju organe za primanje vanjskih podražaja na površini tijela koji su vrlo slični osjetilima u virnjaka.

### Osjetila za svjetlosne podražaje
Za primanje svjetlosnih podražaja vrpčari imaju ocele koje se sastoje od pigmentne čaške invertnog tipa. Ocele su smještene ispod epiderme u dermi ili mezenhimu. Broj im varira od jednog para do više od 200.

### Osjetila za mehaničke podražaje
Za dodir vrpčari na prednjem i stražnjem dijelu tijela imaju posebne stanice s dlačicama koje su osjetljive na mehaničke podražaje. U skupinu mehanoreceptora ubrajaju se i statocisti koje posjeduju neke vrste.

### Osjetila za kemijske podražaje
Na prednjem dijelu tijela postoje mnoga ulegnuća u kojima se nalze osjetilne stanice. Najpoznatiji su kemoreceptori mirisne jamice s mnogo žljezdastih stanica.
Složeno osjetilo u vrpčara je cerebralni organ. U najjednostavnijem slučaju to je ulegnuće epiderme s velikom koncentracijom osjetilnih stanica koje su s brojnim osjetilnim živcima povezane cerebralnim ganglijem. U nekih vrpčara cerebralni organ je premješten u unutrašnjost, a s vanjskom okolinom ga povezuje cerebralna cijev.

## Probavni sustav i probavljanje hrane
Vrpčari su acelomatske životinje s prohodnim probavilom. Probavni sustav počinje usnim otvorom, zatim slijedi usna šupljina, ždrijelo, jednjak, želudac, crijevo i stražnje crijevo (rektum). Probava hrane je ekstracelularna i odvija se u želucu i crijevu. Za hvatanje plijena vrpčari koriste rilo, a kod nekih se vrsta na vrhu rila nalazi otrovna bodlja. Rilo se izbacuje stezanjem mišića a nakon zabadanja u žrtvu kroz bodlju se ubrizga otrov amfiporin. Po kemijskoj strukturi to je alkaloid sličan nikotinu. Vrste koje nemaju otrovnu bodlju imaju dugačko i savitljivo rilo koje se omota oko žrtve.

## Optjecajni sustav
Prve životinje kod kojih se javlja zatvoreni optjecajni sustav su vrpčari. Možem orazlikovati tri stupnja izgrađenosti optjecajnog sustava:
- vrpčari s prvim stupnjem izgrađenosti imaju dvije bočne žile koje su međusobno povezane na prednjem kraju glavinim zatonom, a na stražnjem kraju tijela imaju analni zaton.

- u drugom stupnju izgrađenosti pojavljuje se treća dorzalno položena žila kojom krv teče prema glavi, a bočnim žilama prema stražnjem dijelu tijela. Sve tri krvne žile međusobno su povezane prstenastim žilama. Protonefridijalni sustav položen je uz optjecajni, što povećava efikasnost prenošenja metaboličkih produkata iz optjecajnog sustava u protonefridije.

- u trećem stupnju izgrađenosti još je prisniji kontakt između optjecajnog i ekskrecijskog sustava. Iz glavina zatona prema stražnjem dijelu tijela spuštaju se dvije bočne krvne žile od kojih se granaju žile rhinocela i žile jednjaka.

Krvne žile ispunjene su tekućinom u kojoj plivaju stanice raznih oblika s respiratornim pigmentima. Najčešći respiratorni pigment je hemoglobin koji je vezan za stanice ili je difuzno raspršen u plazmi.

## Disanje
Vrpčari nemaju posebno izgrađen sustav za disanje. Dišu površinom tijela, a neke vrste usisavaju vodu u dobro prokrvljeni prednji dio probavila u kojem se obavlja izmjena plinova.

## Ekskrecija
Funkciju ekskrecije obavljaju protonefridiji. Evolucijsko usavršavanje izlučivanja metaboličkih produkata i regulacije sadržaja vode u tijelu kretalo se u dva procesa:
- ostvarivanje što tjesnijeg kontakta s optjecajnim sustavom. Ta veza ostvaruje se tako da pramene glavice nefridija strše u krvnu žilu. Kroz pramene glevice izlučuju se metaboliti i suvišna voda odvodi najprije najprije kroz savinutu, a zatim kroz ravnu cjevčicu do nefridiopora.

- tendencija rastavljanja protonefridija na pojedinačne nefridije sa samostalnim nefridioporama. Tako npr. jednostavniji vrpčari imaju jedan par nefridiopora i jedan par razgranjenih protonefridijalnih cijevi s pramenim glavicama. U vrpčara s izraženom tendencijom rastavljanja protonefridijalnog sustava pojedini njegovi dijelovi razloženi su u samostalne jedinice s nekoliko pramenih glavica i posebnom odvodnom cijevčicom i nefridioporom.

## Spolni sustav i razmnožavanje
Vrpčari su razdvojenog spola. Dvospolci su rijetki i poznati su među stanovnicima kopnenih voda i vlažnih supstrata. U vrpčara gonade nastaju u mezodermu iz parenhimskih stanica. U razvijenim gonadama nastaju gamete koje kada sazriju izlaze kroz bočne gonopore. Oplodnja je vanjska.

## Embriogeneza
Brazdanje jajeta je totalno, holoblastičko i spiralno. Iz gastrule se razvijaju dvije vrste slobodnoplivajućih ličinki
- plidij - na vrhu ima bič, a sa svake strane krpaste nastavke s trepetljikama
- Desorova ličinka - na vrhu nema bič, a sa strane joj manjkaju i trepetljikavi nabori

## Rasprostranjenost i sistematska raspodjela vrpčara
Do danas je opisano oko 1200 vrsta vrpčara. U Sredozemnom moru poznato je oko 60 vrsta. Žive na različitim vrstama supstrata. Najčešće se mogu naći u šupljinama gdje ima ostataka boljnog i životinjskog podrijetla. S obzirom na položaj usta prema cerebralnom gangliju, svrstavamo ih u dva razreda: Anopla i Enopla